# Свертушка чорноголова

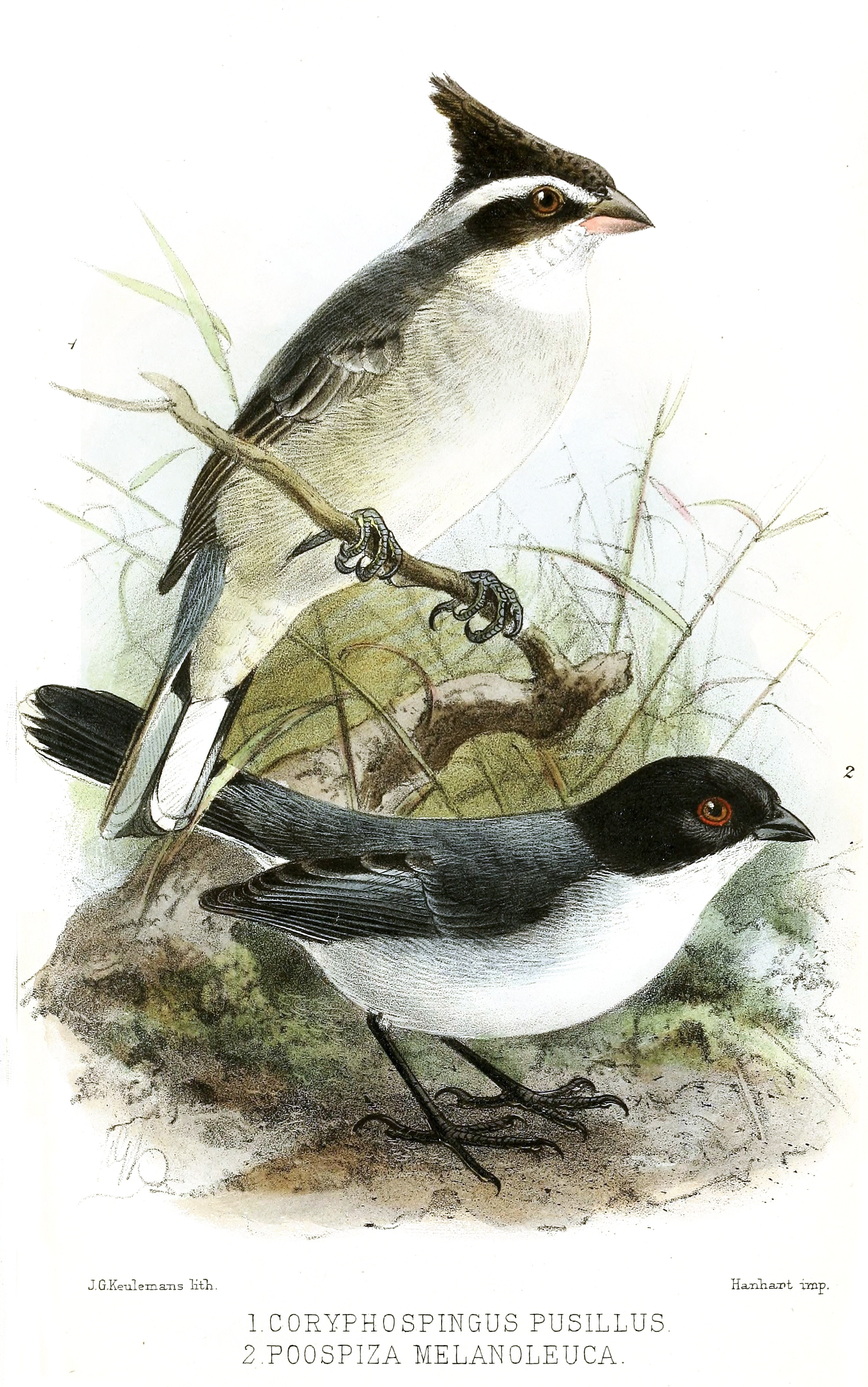
Масковий шиферець (зверху) і чорноголова свертушка (знизу)

Све́ртушка чорноголова (Microspingus melanoleucus) — вид горобцеподібних птахів родини саякових (Thraupidae). Мешкає в Південній Америці.

## Поширення і екологія
Чорноголові свертушки мешкають на південному сході й півдні Болівії (Кочабамба і Санта-Крус), на сході й півдні Парагваю, на крайньому півдні Бразилії (Ріу-Гранді-ду-Сул), на сході Уругваю та на півночі й у центрі Аргентини (на південь до північно-східного Буенос-Айреса). Вони живуть у сухих і вологих рівнинних тропічних лісах Гран-Чако та в сухих і високогірних чагарникових заростях. Зустрічаються на висоті до 1800 м над рівнем моря.